# Tiếng Gwich’in
Tiếng Gwich’in là một ngôn ngữ truyền thống của người Gwich'in, là một ngôn ngữ Athabaska. Nó còn được biết đến trong các tài liệu cũ hoặc chuyên về phương ngữ dưới các tên gọi Kutchin, Takudh, Tukudh, và Loucheux. Ở Các Lãnh thổ Tây Bắc và Yukon của Canada, nó có mặt chủ yếu ở Inuvik, Aklavik, Fort McPherson, Old Crow, và Tsiigehtchic (tên cũ Arctic Red River). Có dưới 430 người nói Gwich’in Canada trên tổng số 1.900 người Gwich’in.
Ở Alaska thuộc Hoa Kỳ, tiếng Gwich’in hiện diện ở Beaver, Circle, Fort Yukon, Chalkyitsik, Birch Creek, Arctic Village, Eagle, và Venetie. Chừng 300 người trong số 1.100 Gwich’in Alaska nói ngôn ngữ này.
Đây là một ngôn ngữ có địa vị chính thức ở Các Lãnh thổ Tây Bắc.

## Tình trạng hiện tại
Ngày nay, chỉ một bộ phận thiểu số người Gwich’in còn nói ngôn ngữ này. Có hai phương ngữ tiếng Gwich’in chính, đông và tây, với đường đồng ngữ tương ứng xấp xỉ với đường biên giới Canada–Hoa Kỳ. Tiếng Gwich’in ở mỗi điểm dân cư lại có những điểm riêng về từ ngữ, lối nói, và cách diễn đạt. Theo Interactive Atlas of the World's Languages in Danger, của UNESCO, tiếng Gwich’in đang bị đe dọa nghiêm trọng, với chưa tới 150 người nói lưu loát ở Alaska và 250 người nữa ở Canada.

## Phân loại
Tiếng Gwich’in thuộc phân nhóm Athabaska miền Bắc của nhóm Athabaska, ngữ hệ Na-Dené. Nó có quan hệ gần với tiếng Hän.

## Ngữ âm

### Phụ âm
|          |               | Môi   | Khe răng   | Chân răng | Chân răng | Quặt lưỡi | Vòm       | Ngạc mềm | Ngạc mềm   | Thanh hầu |
| giữa     | cạnh          | Môi   | Khe răng   | thường    | môi hóa   | Quặt lưỡi | Vòm       |          |            | Thanh hầu |
| -------- | ------------- | ----- | ---------- | --------- | --------- | --------- | --------- | -------- | ---------- | --------- |
| Mũi      | hữu thanh     | m /m/ |            | n /n/     |           |           |           |          |            |           |
| Mũi      | vô thanh      |       |            | nh /n̥/    |           |           |           |          |            |           |
| Tắc      | thường        | b /p/ |            | d /t/     |           | dr /ʈ/    |           | g /k/    | (gw /kʷ/)  | ’ /ʔ/     |
| Tắc      | bật hơi       |       |            | t /tʰ/    |           | tr /ʈʰ/   |           | k /kʰ/   | (kw /kʷʰ/) |           |
| Tắc      | tống ra       |       |            | t’ /tʼ/   |           | tr’ /ʈʼ/  |           | k’ /kʼ/  |            |           |
| Tắc      | mũi hóa trước |       |            | nd /ⁿd/   |           |           |           |          |            |           |
| Tắc xát  | thường        |       | ddh /tθ/   | dz /ts/   | dl /tɬ/   |           | dj /tʃ/   |          |            |           |
| Tắc xát  | bật hơi       |       | tth /tθʰ/  | ts /tsʰ/  | tl /tɬʰ/  |           | ch /tʃʰ/  |          |            |           |
| Tắc xát  | tống ra       |       | tth’ /tθʼ/ | ts’ /tsʼ/ | tl’ /tɬʼ/ |           | ch’ /tʃʼ/ |          |            |           |
| Tắc xát  | mũi hóa trước |       |            |           |           |           | nj /ⁿdʒ/  |          |            |           |
| Xát      | hữu thanh     | v /v/ | (dh /ð/)   | (z /z/)   |           | (zhr /ʐ/) | zh /ʒ/    | (gh /ɣ/) | (ghw /ɣʷ/) |           |
| Xát      | vô thanh      |       | th /θ/     | s /s/     | ł /ɬ/     | shr /ʂ/   | sh /ʃ/    | kh /x/   |            | h /h/     |
| Tiếp cận | hữu thanh     |       |            |           | l /l/     | r /ɻ/     | y /j/     |          | w /w/      |           |
| Tiếp cận | vô thanh      |       |            |           |           | rh /ɻ̥/    |           |          |            |           |

### Nguyên âm
- Ngắn
  - a [a]
  - e [e]
  - i [i]
  - o [o]
  - u [u]
- Dài
  - aa [aː]
  - ee [eː]
  - ii [iː]
  - oo [oː]
  - uu [uː]
- nguyên âm mũi được đánh dấu ogonek, v.d. ą
- thanh thấp được thể hiện bằng dấu huyền, v.d. à
- thanh cao không được thể hiện